# Детектив Холе
«Детектив Холе» (англ. Detective Hole) — предстоящий американский телесериал в жанре детектива и криминальной драмы Ю Несбё, основанный на его серии книг о детективе Харри Холе. Главные роли сыграют Тобиас Зантельман, Юэль Киннаман и Пиа Тьелта. Телесериал выйдет на стриминговой платформе Netflix.

## Сюжет
Детектив Харри Холе, работающий в Осло, сталкивается со своим давним противником, коррумпированным детективом Томом Волером. Он должен сделать всё возможное, чтобы поймать серийного убийцу и привлечь Волера к ответственности.

## В ролях
- Тобиас Зантельман — Харри Холе
- Юэль Киннаман — Том Волер
- Пиа Тьелта — Ракель Фёуке
- Петер Стормаре
- Андерс Баасмо Кристиансен
- Эллен Хелиндер
- Саймон Бергер
- Ингрид Бульсё Бердал
- Келли Гейл

## Производство
В мае 2024 года стало известно, что норвежский писатель Ю Несбё занимается адаптацией телесериала по мотивам своих книг о детективе Харри Холе. Первый сезон будет основан на книге Несбё «Пентаграмма» (пятой книге в серии). Производством сериала занимается компания Working Title, а права на его показ приобрела компания Netflix.
Главные роли получили Тобиас Зантельман (Харри Холе), Юэль Киннаман (Том Волер) и Пиа Тьелта (Ракель Фёуке). В августе 2024 года был объявлен расширенный актёрский состав, куда вошли Петер Стормаре, Андерс Баасмо Кристиансен, Эллен Хелиндер, Саймон Бергер, Ингрид Бульсё Бердал и Келли Гейл.
Съёмки первого сезона начались в Осло 23 мая 2023 года.